# Sketchbook (Software)
Sketchbook ist eine Software zum Skizzieren, Malen und Zeichnen für die Plattformen Mac, Windows, iOS und Android.
Die Software wurde zuerst entwickelt vom kanadischen Softwareunternehmen Alias Alias Systems Corporation unter dem Produktnamen StudioPaint, später Sketchbook. 2006 wurde Alias von Autodesk übernommen und entsprechend nannte sich das Produkt Autodesk SketchBook und es gab zahlreiche Varianten: SketchBook Pro, SketchBook Express, SketchBook Mobile, SketchBook O und SketchBook Copi. Seit dem 22. Juni 2021 wird Sketchbook (mit kleingeschriebenen b) vom eigenständigen Unternehmen Sketchbook, Inc. weiterentwickelt.
Stand 2020 besaß Sketchbook 10 Millionen aktive Benutzer gemessen über alle vier Plattformen.
Das SketchBook Pro besitzt Mal- und Zeichenwerkzeuge wie Stifte, Marker und Pinsel. Durch die Verwendung der drucksensitiven Eigenschaften von Grafiktabletts, Tablet-Computern und Smartphones hilft es Künstlern, Skizzen und Effekte wie bei traditionellen Materialien darzustellen. SketchBook Pro bietet auch ein Screenshot-Tool für Anmerkungen, um Inhalte während einer Sitzung anzuzeigen und Notizen hinzuzufügen.
SketchBook wird seit dem 30. Juni 2021 nicht mehr von Autodesk geführt, sondern von Sketchbook, Inc., und ist daher nicht mehr gratis zu benutzen, sondern nur noch mit einer „Pro-Version“, welche kostenpflichtig ist.

## Varianten
- SketchBook Pro (seit Ende Juni 2021 kostenpflichtig)
- SketchBook Mobile Express – Zeichenprogramm für Apple iOS sowie Android (seit April 2018 kostenlos)